# Kalanchoe synsepala
Kalanchoe synsepala ist eine Pflanzenart der Gattung Kalanchoe in der Familie der Dickblattgewächse (Crassulaceae). Sie ist die einzige ausläuferbildende Art der Gattung.

## Beschreibung
Kalanchoe synsepala ist eine ausdauernde, ausläuferbildende Pflanze. Ihre aufrechten oder niederliegend-aufrechten, immer einfachen Triebe sind verholzt und sehr kräftig. Sie sind in der Regel sehr kurz, erreichen aber manchmal eine Länge von bis zu 40 Zentimeter. Die wenigen Laubblätter stehen in endständigen Rosetten. Sie sind sitzend bis fast sitzend, fleischig, sehr dick und kräftig. Die kahle oder kurz behaarte, eiförmig-spatelige Blattspreite ist 6 bis 15 Zentimeter lang und 4 bis 7 Zentimeter breit. Sie ist an der Spitze stumpf oder etwas kreisrund und gerundet. An der Basis ist sie verschmälert und stängelumfassend. Der Blattrand ist ganzrandig oder gewellt-gezähnt mit steifen Zähnen, manchmal tief eingeschnitten.

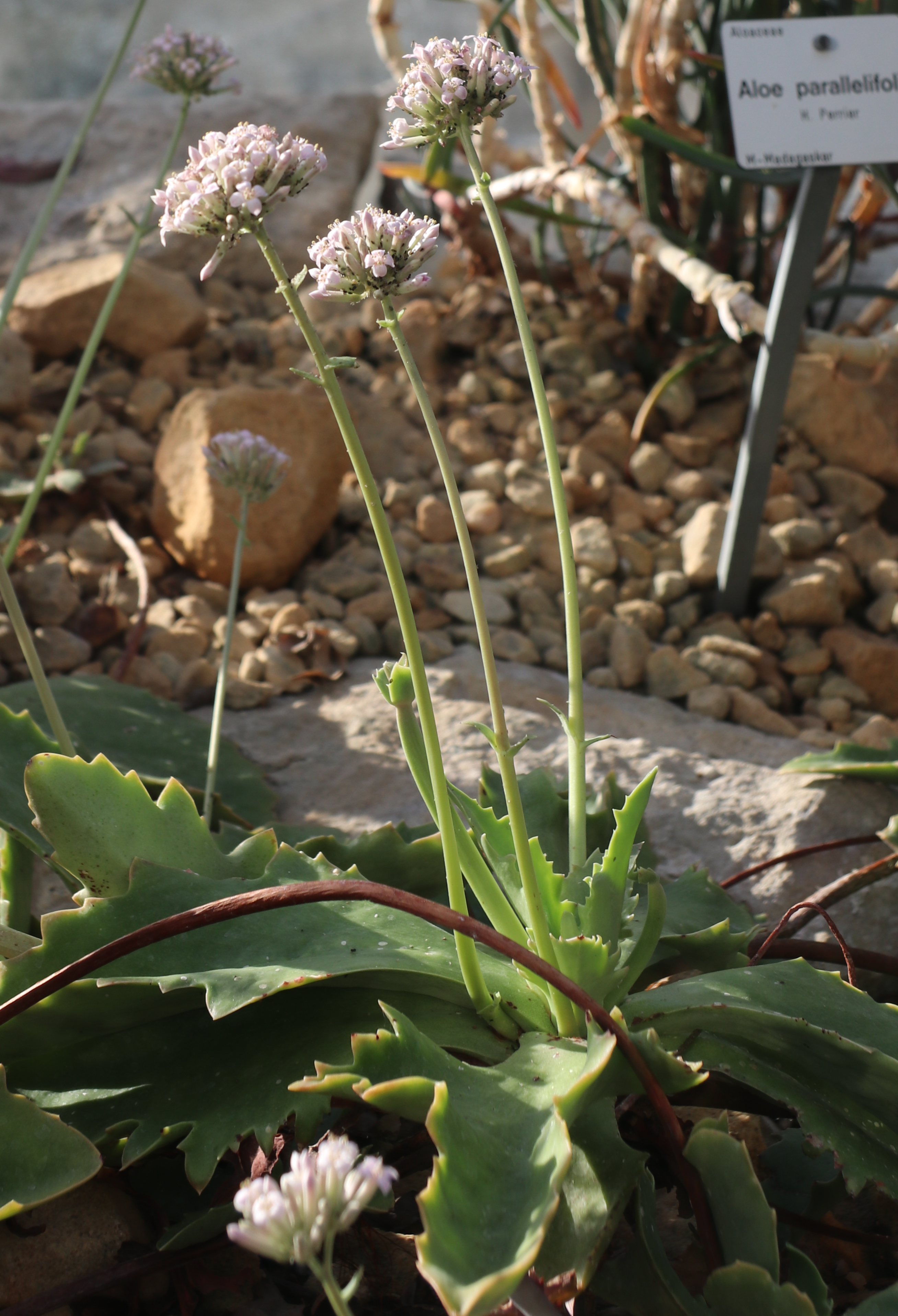
Blühende Pflanze

Der Blütenstand ist achselständig und besteht für gewöhnlich aus zwei gegenständigen, sehr dichten ebensträußigen Zymen von 2 bis 9 Zentimeter Länge. Der 15 bis 30 Zentimeter lange Blütenstandsstiel ist im oberen Teil haarig-drüsig. Die aufrechten Blüten sitzen an 3 bis 12 Millimeter langen Blütenstielen. Die glockige, grünliche, haarig-drüsige Kelchröhre ist 2,5 bis 4 Millimeter lang und endet in dreieckigen, zugespitzt-dornenspitzigen Zipfeln, die 1 bis 2 Millimeter lang und 1,7 bis 2,3 Millimeter breit sind. Die weiße, rosa bis purpurne Blütenkrone ist flaumenhaarig. Die röhrige, vierkantige, 7 bis 12 Millimeter lange Kronröhre hat ausgebreitete, eiförmige bis verkehrt-eiförmige dreieckige, spitz-dornenspitzige Zipfel von 5 bis 7 Millimeter Länge und 3 bis 4 Millimeter Breite. Die Staubblätter sind zur Spitze hin der Kronröhre angeheftet und ragen aus der Kronröhre heraus. Die Staubbeutel sind eiförmig und etwa 1,2 Millimeter lang. Die linealischen, ausgerandeten Nektarschüppchen sind etwa 2 Millimeter groß. Das in der Seitenansicht länglich-lanzettliche Fruchtblatt ist zwischen 8 und 10 Millimeter, der Griffel zwischen 1,5 und 2 Millimeter lang.

## Systematik und Verbreitung
Kalanchoe synsepala ist in Zentral- und Zentralsüd-Madagaskar an felsigen und sonnigen Stellen verbreitet. Die Erstbeschreibung erfolgte 1882 durch John Gilbert Baker.

## Nachweise